# Kostel svatého Gotharda (Slaný)
Kostel svatého Gotharda je nejvýznamnější sakrální gotickou památkou města Slaný, jedinečnou dominantou historického jádra a centrem místní římskokatolické farní správy. Je prohlášen kulturní památkou České republiky.

## Historie

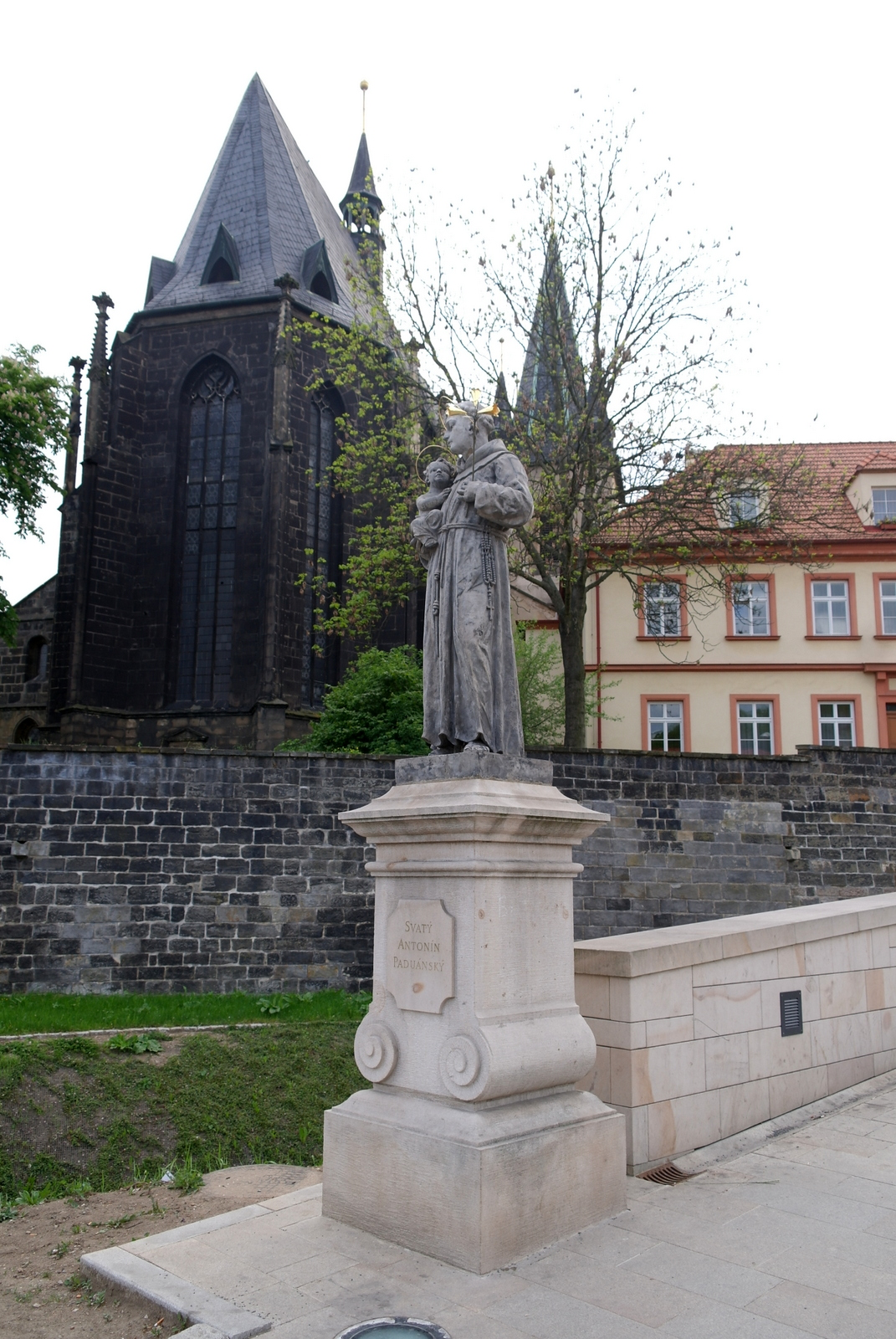
Socha svatého Antonína Paduánského před kostelem svatého Gotharda

Kostel sv. Gotharda byl založen v průběhu 12. století benediktinskými mnichy z ostrovského kláštera, kteří v této době ve Slaném založili expozituru pro správu majetku v okolí. Na ostrovský klášter odkazuje samotné patrocinium kostela, neboť ke sv. Gothardu měl blízký vztah vycházející z historických vazeb na mateřský klášter v Niederaltaichu, kde světec působil jako opat. Za nejstarší zmínku v písemných pramenech související se založením kostela bývá někdy považován příběh o zázračném uzdravení ženy na přímluvu sv. Gotharda spojené s vystavěním kostela tomuto světci, zaznamenaný v kronice Vyšehradského kanovníka k roku 1137. Kronikář uvádí jako lokaci svatogothardského kostela obec Slapy, což považují někteří historici za záměnu se Slaným. To se ovšem v seznamu klášterního majetku v 1. polovině 12. století neobjevuje. Přesnější datační určení fundace kostela v rámci 12. století tedy zatím není možné. S jistou určitostí lze naopak konstatovat, že ještě před koncem 12. století vznikla na místě dnešního chrámu románská trojlodní bazilika. V této podobě kostel sloužil po celé 13. století, kdy ostrovská expozitura, později proboštství, získávala na významu, i v podmínkách nově založeného královského města krátce po roce 1300, kdy v jeho bezprostřední blízkosti vzniká městské opevnění. Zde, na dolním konci dnešní Vinařického ulice, stávala a po staletí sousedství kostela dotvářela mohutná Pražská brána, zbořená v 19. století (do současnosti se z bran města Slaného dochovala pouze Velvarská brána na severní straně městského jádra).
K první gotické fázi výstavby dochází ve 2. polovině 14. století. Byla nejspíše zahájena ještě před požárem města v roce 1372. Nejdříve byla přistavěna západní věž, a to ke stojícímu průčelí románské stavby, která nadále sloužila svému účelu. Její kvádříkové zdivo je v úrovni věže dodnes částečně zachováno (patrné je v podkroví severní lodi, běžně nepřístupném). V další fázi byla postavena severní boční loď, kterou následovala loď hlavní s novým presbytářem, zřejmě o něco nižším než dnešní. Do husitských válek byla dokončena gotická trojlodní stavba. Na počátku husitských bouří opouští Slaný ostrovští benediktini, kteří se do města již nevrátili a duchovní správy se na další dvě staletí ujímají nejprve utrakvističtí a později také luteránští kněží.

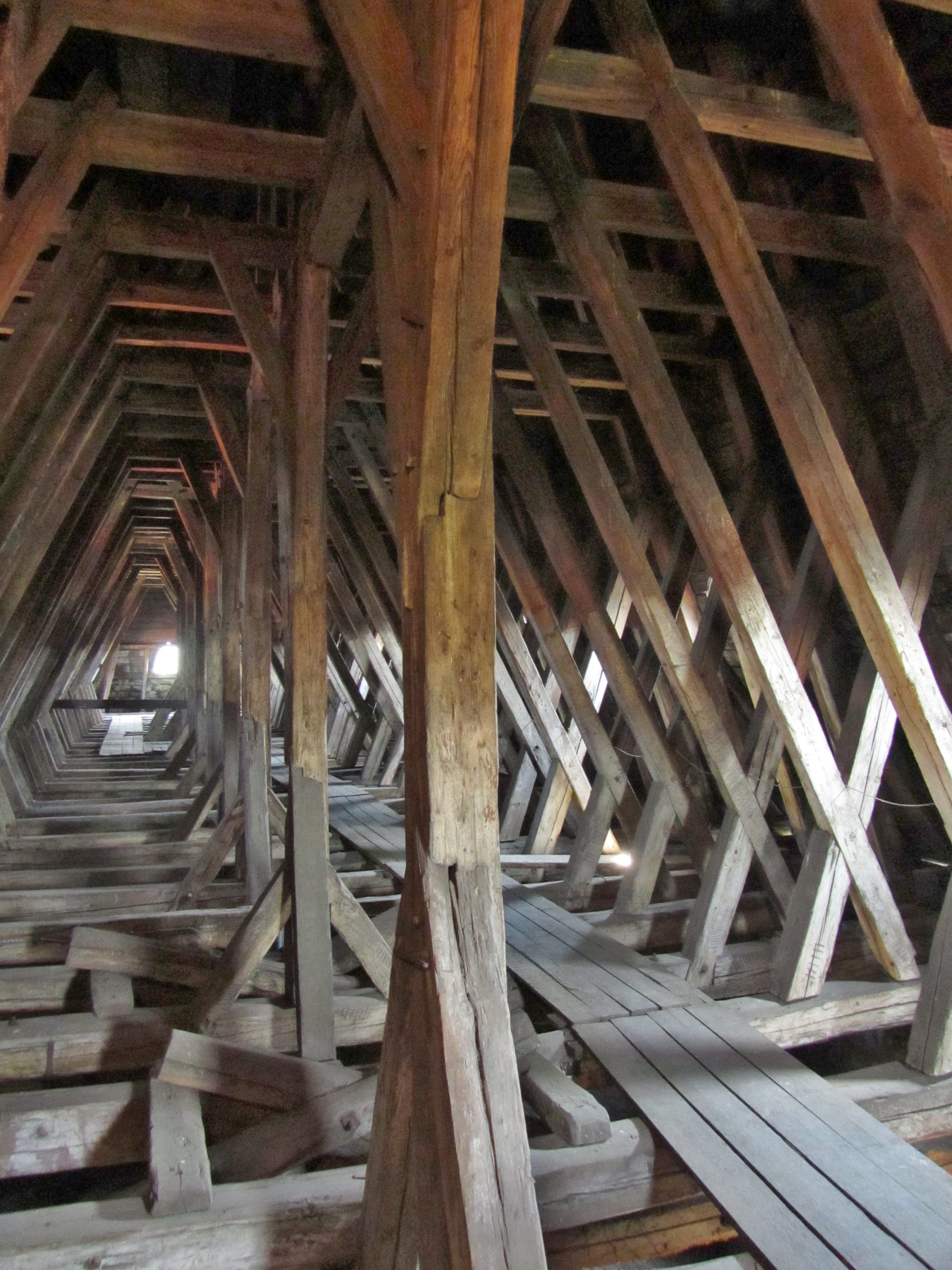
Krov kostela z let 1452 (loď) a 1477 (presbytář)

Krutě se kostela dotkly události z dubna 1425, kdy bylo město o Velikonocích dobyto vojsky táboritů a někteří z obránců byli upáleni přímo v kostelní věží. Poškozena však byla celá stavba a nejnutnější opravy musely být provedeny neodkladně. K celkové přestavbě se ovšem přistoupilo až v dobách míru kolem poloviny 15. století, kdy byl opraven krov věže (1447), zvýšena a nově zaklenuta hlavní loď (krov vztyčen 1452) a přistavěna západní předsíň. Následně došlo ve 2. polovině století k výstavbě pozdně gotického presbytáře (zakroven 1477) zaklenutého síťovou a hvězdicovou klenbou, vzápětí doplněnou nástěnnými malbami. Těm dominuje v ústředním výjevu Kristus držící kalich, symbol přijímání pod obojí způsobou (tzn. jak v podobě Hostie, Těla Kristova, tak i v podobě mešního vína z kalicha, Krve Kristovy) provázeného anděly s nástroji umučení (Arma Christi) a postavami evangelistů, doplněnými na počátku 17. století. Na vnější straně je kněžiště po vzoru katedrální architektury členěno fiálami s kraby a křížovou kytkou a dnes torzálně dochovanou architektonickou plastikou. Kdo stál za výstavbou této nejkvalitnější středověké architektury ve městě, ukazuje hrdě městský znak umístěný na severní straně obracející se k hlavní komunikaci. Pozdně gotická stavební fáze byla potom dokončena výstavbou sakristie po jižní straně kněžiště, která byla dokončena k roku 1520. Za zcela jedinečný je třeba považovat dochovaný původní pozdněgotický krov lodi a presbytáře, který ukazuje nejen řemeslný um našich předků, ale také dobovou vertikalitu stavby podtrhující celkový účinek architektury.
Dnešní podobu kostela ovlivnila kolem roku 1614 přístavba nového schodiště při západním průčelí, zpřístupňujícího nově vybudovaný dvoupatrový literátský kůr, později vestavba barokní kruchty (1782), a také opravy v poslední třetině 19. století. Ty jsou spojeny s osobou významného slánského děkana Josefa Kandlera a jejich první fáze proběhla v 70. letech podle návrhů architekta Achille Wolfa, který v této době působil pro patrony kostela smečenské Clam-Martinice. V této době byla sjednocena krytina, přistavěna předsíň při severním vstupu, čtyři opěrné pilíře na jižní straně (1868, 1874) či pořízena nová dlažba v interiéru z žehrovického pískovce a cementových dlaždic (1879). Roku 1890 byl podle návrhu Rudolfa Štecha obnoven interiér, v jehož rámci byly pořízeny také barevné vitráže. Další ucelenější obnovy kostela proběhly v roce 1933 a v 70. letech 20. století. V současné době probíhá postupná celková obnova kamenických prvků presbyteria, opravy vitráží i restaurátorské zásahy na kostelním mobiliáři včetně zvonového vybavení.

## Výzdoba kostela

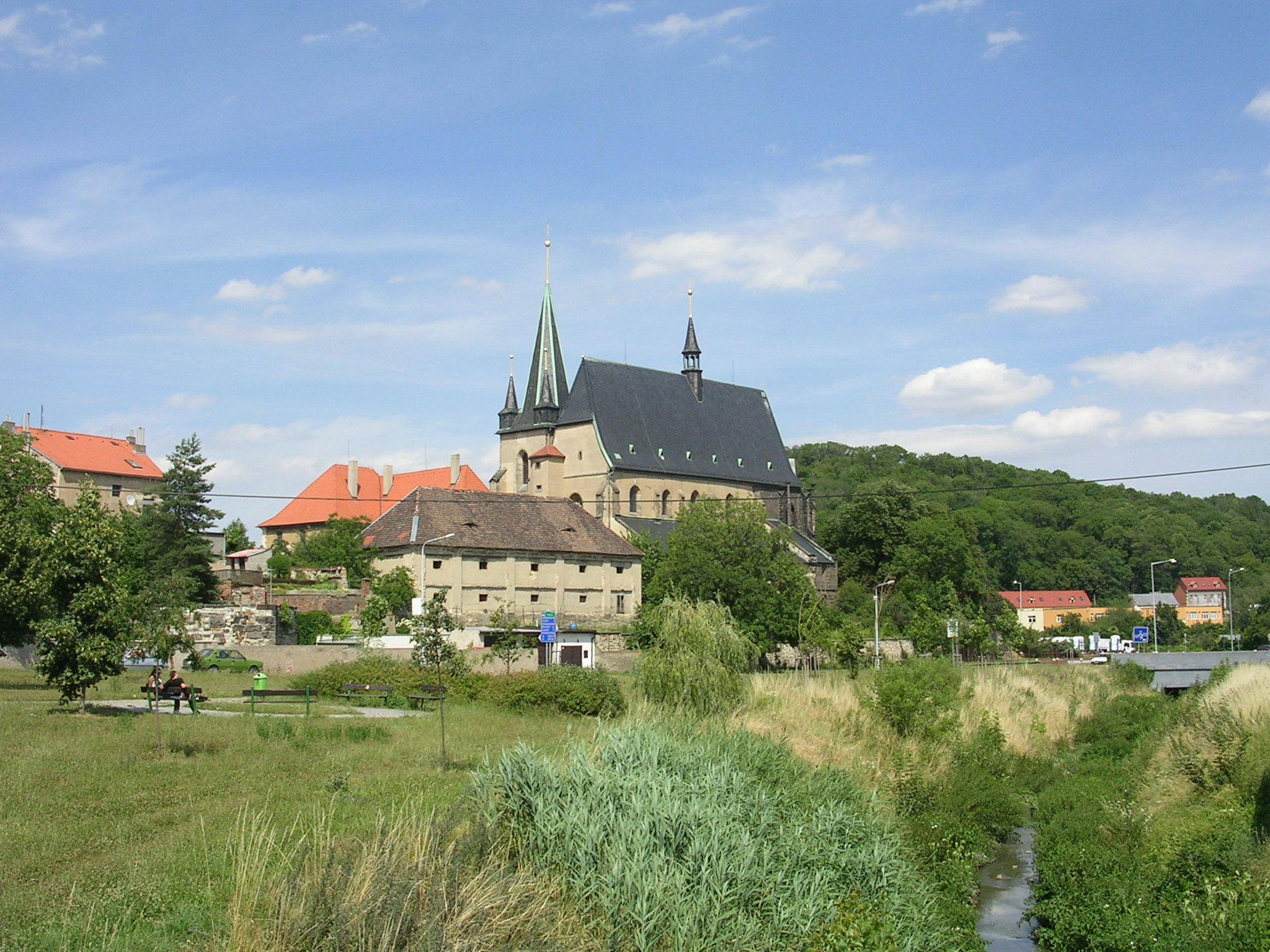
Kostel sv. Gotharda s areálem děkanství

Přestože vnitřní vybavení kostela působí dojmem jednotné barokní výzdoby, nalezneme zde několik podstatně starších součástí mobiliáře. Západní vstup uzavírají v našem prostředí zcela výjimečně dochované dřevěné dveře s bohatě vyřezávaným slepým kružbovím z 2. poloviny 15. století. Cínová křtitelnice je datována nápisem do roku 1511 a jejími autory byli mistři Pavel a Jan Faber. Z doby dokončení výstavby chrámu pochází také zvonová stolice ve věži z roku 1496 a tři zvony zavěšené v ní: Gothard (1494), Vojtěch (1508), a Erasmus (1545). Převážně pozdně barokní oltáře pocházejí z let 1770–1782, kdy byl kostel po obnově nově vysvěcen světícím biskupem pražským Erasmem Dionysiem Kriegerem. Jejich autoři jsou neznámí, některé obrazy (sv. Gotharda na hlavním oltáři a sv. Jana Nepomuckého) vykazují blízkost tvorbě rokokového malíře Františka Xavera Palka. Varhany byly postaveny roku 1783 varhanářem Antonínem Reisem, který do Slaného zhotovil také varhany pro klášterní kostel Nejsvětější Trojice a kolejní kapli piaristů.

### Zvony kostela

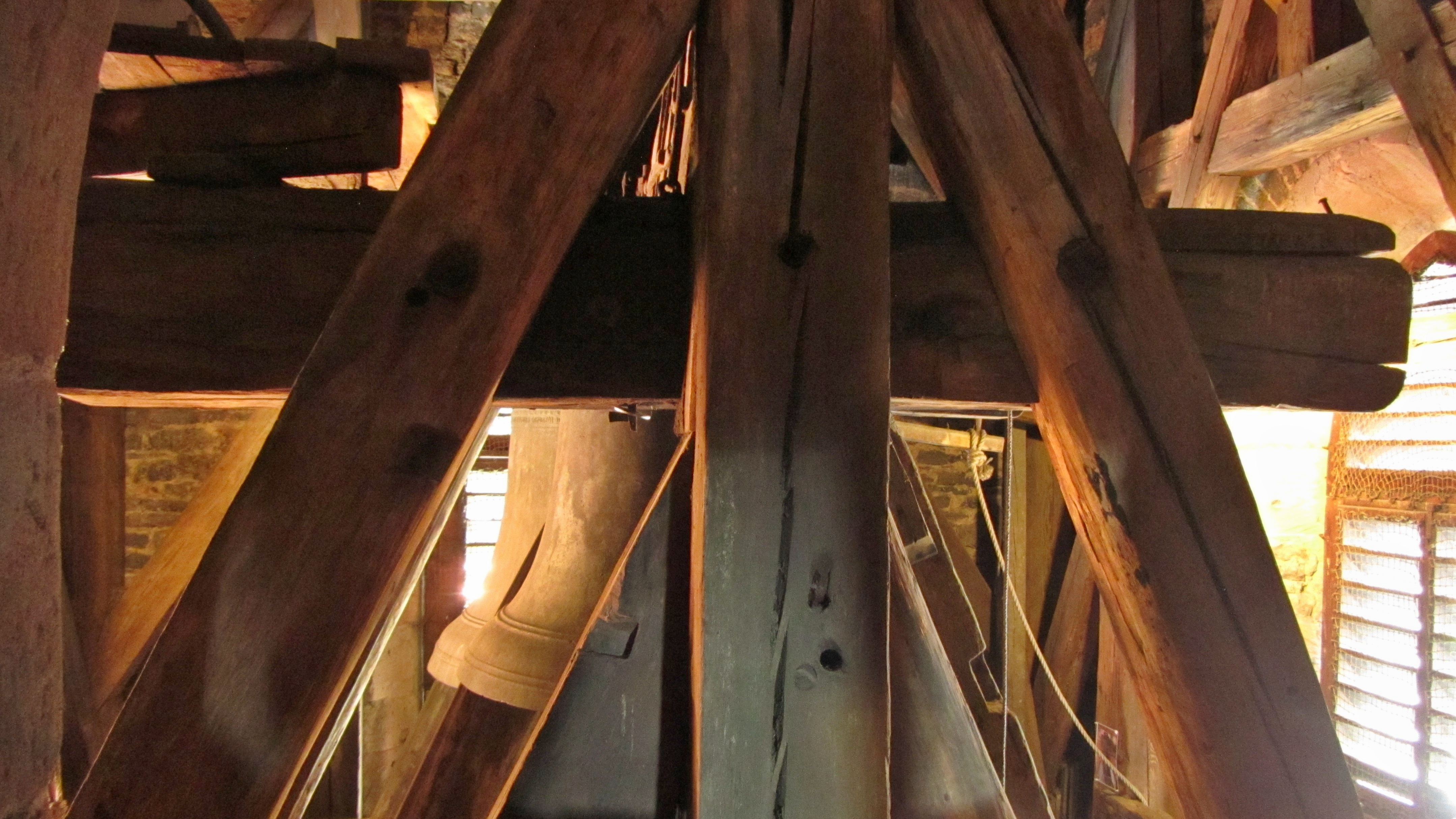
zvonová stolice se zvony Vojtěch a Gothard

Ve věži kostela jsou zavěšeny čtyři zvony:
1. zvon Gothard (ulit roku 1494 mistrem Jiřím Konvářem z Nového města pražského), průměr 146 cm, odhadovaná hmotnost 2600 kg, ladění e1, zavěšen „na rohatinách“[4] (historický předchůdce valivého ložiska – zde autentický prvek z přelomu 15. a 16. stol.)
2. zvon Vojtěch (1508, mistr Bartoloměj z Nového města pražského), průměr 115 cm, odhadovaná hmotnost 1000 kg, ladění g1, zavěšen na rohatinách
3. zvon Erasmus (umíráček – ulit roku 1545 zvonařem Stanislavem pražským), průměr 50 cm, hmotnost 89 kg, ladění b2 snížené, v minulosti byl po nějaký čas zavěšen v trámech krovu nad zvonovým patrem u zaniklého okna v západní stěně věže. V roce 2023 prošel celkovým restaurátorským zásahem.

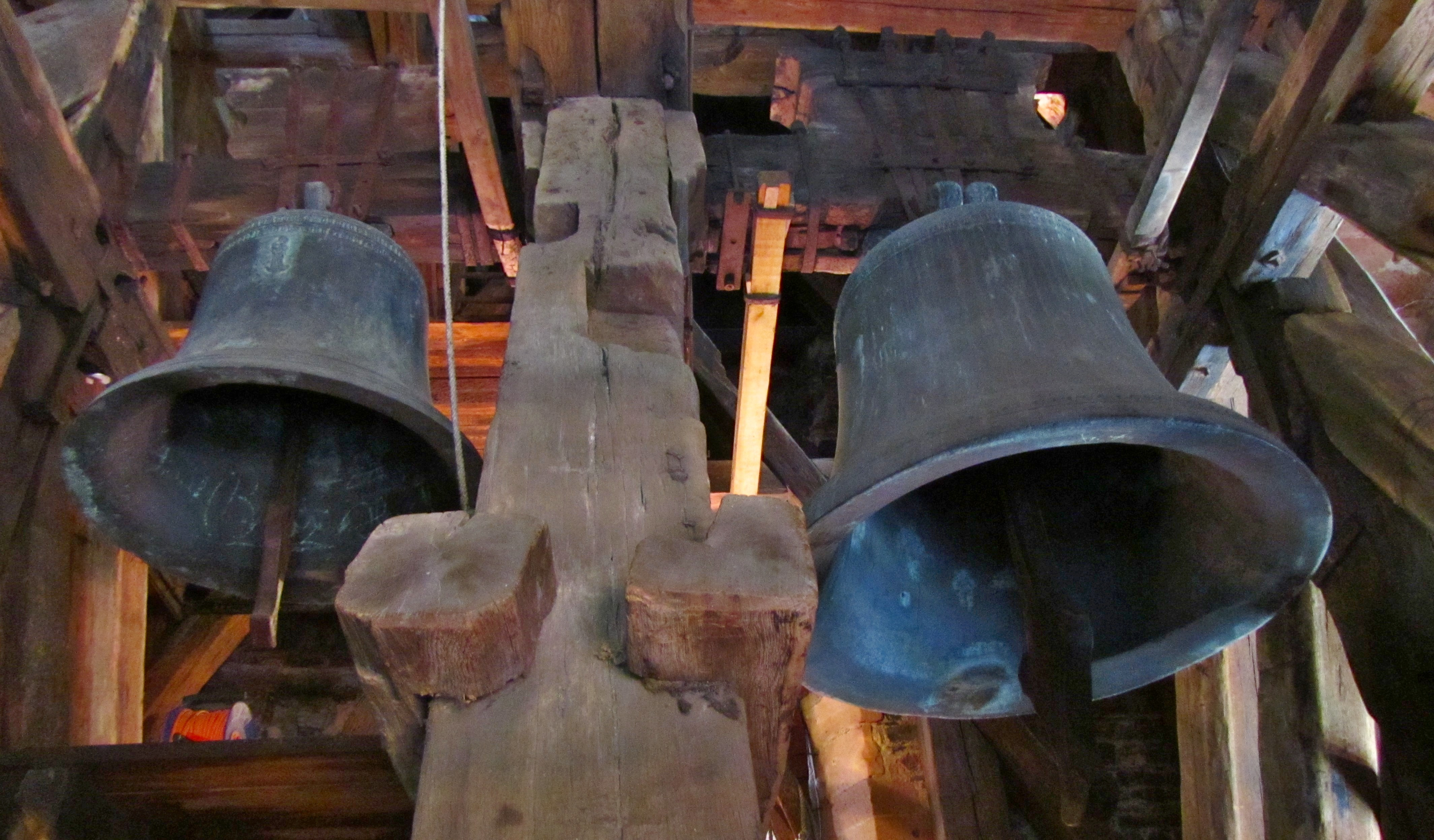
zvony Vojtěch (1508) a Gothard (1494)

4. zvony Vojtěch (1508) a Gothard (1494)zvon Michal, pochází z Vřesiny u Hlučína (dar farnosti při kostelu sv. Viléma Aquilánského, zde instalován roku 2008) a byl odlit po 2. sv. válce slévárnou Rudolfa Sýkory v Mariánských Horách v Ostravě, průměr 60 cm, odhadovaná hmotnost 130 kg, ladění as2. Zvon je osazen elektropohonem a plní roli „Poledníku“.

Tři starší zvony tvoří laděním durový souzvuk.
Zaniklé zvony:
1. zvon Dominik I (1521, mistr Bartoloměj z Nového města pražského, hmotnost 372,4 kg) v roce 1876 pukl [5]
2. zvon Dominik II (1876, Josef Diepold ze Starého města Pažského, odhadovaný průměr cca 85 cm, hmotnost 462 kg[5]), byl přelit z puklého zvonu Dominik I, během 1. světové války rekvírován[3]. Pozicí patrně předcházel zvon Erasmus.
3. menší zvonek ze sanktusníkové vížky, odhadovaný průměr cca 35–40 cm, rekvírován též za 1. světové války